# Trésorier général de France
Le poste de trésorier général de France est un office de finances de l'administration française d’ancien Régime.

## Historique
Les trésoriers généraux de France sont les héritiers des trésoriers de France et des généraux des finances, offices de finance créés à l'époque médiévale et unis en 1577. Les trésoriers généraux de France avaient comme fonction la gestion des finances dans un ressort administratif appelé généralité. Ils avaient comme forme d'organisation les bureaux des finances, instaurés à partir de 1577. 
Leur fonction de gestion des finances ne fut importante qu'avant l'instauration des intendants. La fonction la plus importante que conservèrent les trésoriers généraux fut celle de gestion du domaine royal. La charge offrait toutefois les avantages de la noblesse graduelle, des gages confortables et une rémunération indexée sur les sommes maniées par les trésoriers généraux. Paul II Ardier,  Jean de la Bruyère, Racine et Du Cange furent trésoriers généraux.
La politique royale « inflationniste » en matière d'offices les a fait se multiplier et perdre ainsi de leur valeur et prestige, cet office restant très recherché car il confère la noblesse.